# Nigel Adkins
Nigel Howard Adkins (ur. 11 marca 1965) – angielski piłkarz i trener piłkarski. Szkoleniowiec Hull City.

## Kariera
W piłkę grał na pozycji bramkarza. Występował w Tranmere Rovers, Wigan Athletic i Bangor City. Karierę trenerską zaczął w walijskim Bangor City. Następnie trenował Scunthorpe United i Southampton, z którymi wywalczał awanse do wyższych lig. Wyprowadził Southampton z League One aż do Premier League, w dwóch sezonach.
18 stycznia 2013 został zwolniony z Southampton i zastąpiony przez Mauricio Pochettino. 26 marca 2013 roku zastąpił Briana McDermotta na stanowisku szkoleniowca Reading.